# Luciano Albo
Luciano Albo Ribeiro (Rio Grande, 4 de fevereiro de 1968) é um baixista, guitarrista, cantor, compositor e produtor musical brasileiro que integrou as bandas Os Cascavelletes e TeNenTe Cascavel.

## Biografia
Luciano Albo começou a tocar violão aos 14 anos de idade e compunha na adolescência. Em 1989, com a saída de Frank Jorge, foi convidado a integrar a banda Os Cascavelletes como baixista. Desde então passa a fazer uma série de apresentações e, apesar de um bloqueio hierárquico, compõe "Sob um Céu de Blues" em parceria com Nei Van Soria e Flávio Basso.
Em 2008 participou da fundação do supergrupo TeNenTe Cascavel, que reuniu integrantes do TNT e Os Cascavelletes para tocar os maiores sucessos dos grupos.
Em outubro de 2017, abriu o show de Paul McCartney acompanhando Frank Jorge no ginásio Gigantinho, em Porto Alegre.

## Obra

### Discografia
- Luciano Albo. Te Vejo Depois, 2022.[8]
- Luciano Albo. A Ordem Natural das Coisas, 2012.[9]
- Luciano Albo. Dossiê Camaleão, 2002.
- Os Cascavelletes. Homossexual / Sob um Céu de Blues, 1991.

### DVD
- Tenente Cascavel. Com Quantos Paus Se Faz Rock N Roll, 2016.[10]

### Participações em discos
- Yanto Laitano. Horizontes e Precipícios, 2010.[11]

## Prêmios

### Prêmio Açorianos
| Ano  | Categoria          | Indicação                                          | Resultado |
| ---- | ------------------ | -------------------------------------------------- | --------- |
| 2008 | Instrumentista Pop | Luciano Albo (por Te Vejo Depois, de Luciano Albo) | Venceu    |